# Paniranistiska partiet
Paniranistiska partiet (persiska: حزب پان‌ایرانیست Hezb-e Pān-Irānist) är ett oppositionsparti i Iran som förespråkar paniranism, iransk nationalism, konstitutionalism och sekularism. Partiet kunde verka någorlunda fritt under Mohammad Reza Pahlavis styre men förbjöds efter den islamiska revolutionen i Iran 1979 och arbetar sedan 1990 informellt i landet.

## Historia

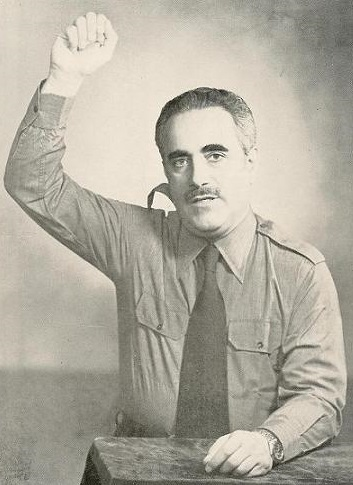
Mohsen Pezeshkpour

Paniranistiska partiet grundades den 7 augusti 1947 av en grupp studenter vid Teherans universitet och mot bakgrund av Irankrisen 1946 som utlösts av Sovjetunionens invasion och ockupation av provinserna Azarbaijan och Kordestan. Till partiets grundare hörde juridikstudenten Mohsen Pezeshkpour och läkarstudenten Mohammad Reza Ameli Tehrani. Paniranska rörelsen var redan aktiv under 1930-talet, men den bestod av en löst organiserad allians av nationalistiska författare, lärare, studenter och aktivister. Partiet var den första organisationen i landet som officiellt antog paniranismen som ideologi och förespråkade solidaritet mellan och en återförening av alla iranska folk som bebor den iranska platån.
1951 uppstod en konflikt mellan Mohsen Pezeshkpour och Dariush Foruhar, en annan av partiets grundare, om partiets förhållande till den styrande Pahlavimonarkin. Pezeskpours fraktion behöll partinamnet och trodde på samarbete med shahen Mohammad Reza Pahlavi medan Foruhars fraktion, som ville verka i opposition, tog ett nytt namn, Nationen Iran (Mellat-e Iran). Nationen Iran blev allierad med Mohammad Mossadeghs nationella rörelse, som hade grundat partiet Nationella fronten (Jebhe-ye Melli).
Under Mohammad Reza Pahlavis styre var Paniranistiska partiet representerat i landets parlamentet. Efter kuppen mot Mosaddegh 1953 förbjöds många oppositionella partier, men Panirast som genom åren stött monarkin, tilläts fungera som ett slags lojal opposition till systemet. Pezeshkpour tjänstgjorde som parlamentsledamot åren 1967 till 1971 samt 1975 till 1979. Partiet hamnade i konflikt med shahen när det officiellt fördömde Irans samtycke till Bahrains självständighet 1971. Fyra år senare tvingades partiet upplösas i Rastakhiz när Iran blev en enpartistat.

### Efter revolutionen 1979
I samband med den iranska revolutionen 1979 flydde Mohsen Pezeshkpour och flera av Paniranistiska partiets andra ledare utomlands. Mohammad Reza Ameli Tehrani, en av partiets grundare, dömdes till döden av Ayatollah Sadeq Khalkhalis revolutionsdomstol och avrättades i maj 1979. 
1991 tilläts Mohsen Pezeshkpour att återvända till Iran och fortsätta, dock inofficiellt, med sin politiska verksamhet. Han återupplivade Paniranistiska partiet och förnyade dess politiska struktur. 
Partiet är inte officiellt registrerat i Iran men verkar informellt med avdelningar i hela landet. Det är aktivt bland exiliranier, i synnerhet i USA, Kanada och Västeuropa.

## Ideologi

Efter valet 1967 hade Paniranistiska partiet (grå färg) fem ledamöter i Irans konstitutionella församling.

Paniranistiska partiet stödde Nationella frontens kamp för nationalisering av iransk olja, men opponerade sig mot Mohammad Mosaddeqs absolutistiska och antirojalistiska politik. Man var tydligt antikommunistiskt och hamnade därför i öppen konflikt med det moskvatrogna Tudehpartiet. Partiets medlemmar kämpade regelbundet mot Tudehpartiets på Teherans gator. På 1940-talet beskrevs Paniranistiska partiet som ett "sekulärt ultranationalistiskt parti". Senare i mitten av 1960-talet beskrevs det som ett "sekulärt nationalistiskt" parti. Efter 1979 kännetecknas partiet av att man bekämpar både panislamism och den islamistiska regimen i landet, liksom av det utländska "hotet" från panarabism och panturkism i regionen. Man försvarar starkt Irans territoriella integritet och kulturella-civilisatoriska arv. Till skillnad från panarabistiska och panturkiska partier kräver man inte att andra länder som ingått i Persiska riket ska inlemmas i staten Iran, utan förespråkar i stället en kulturell förening av de iranska folken i Stor-Iran.
Mohsen Pezeshkpour var den första individen som kallade Iran–Irak-kriget för ett "heligt försvarskrig" (defā'-e moqaddas).